# Кубенов, Манат Шарапиденович
Манат Шарапиденович Кубенов (каз. Манат Шарапиденұлы Көбенов; род. 2 июня 1957 года, аул Караман, Нововаршавский район, Омская область, РСФСР, СССР) — казахстанский государственный и политический деятель. Депутат сената парламента Казахстана от Павлодарской области (2014—2020).

## Биография
Окончил Омский ветеринарный институт в 1979 году по специальности ветеринарный врач, Омский государственный университет в 1999 году по специальности экономист.
1974 г. — рабочий совхоза «Ермак» Нововаршавского района Омской области.
1979—1980 гг. — ветеринарный врач отделения совхоза «Ермак» Нововаршавского района Омской области.
1980—1981 гг. — служил в рядах Советской Армии.
1981—1983 гг. — ветеринарный врач Железинской райветстанции.
1983—1989 гг. — главный врач совхоза.
1989 г. — инструктор Железинского райкома КПК.
1989—1996 гг. — директор совхоза «Советский Казахстан» Железинского района.
1996—1999 гг. — первый заместитель акима Качирского района.
Август 1999 г. — январь 2009 г. — аким Железинского района.
Январь 2009 г. — ноября 2010 г. — аким Актогайского района Павлодарской области.
Ноябрь 2010 г. — январь 2012 г. — заместитель акима Павлодарской области.
Январь 2012 г. — октябрь 2014 г. — депутат, секретарь Павлодарского областного маслихата.
С октября 2014 г. по 2020 г. — депутат сената парламента Казахстана от Павлодарской области, член комитета по конституционному законодательству, судебной системе и правоохранительным органам (с 2014 года), по экономической политике, инновационному развитию и предпринимательству (с 2017 года).

## Награды
- Орден «Парасат» (2019)[3]
- Памятный знак «МПА СНГ. 25 лет» (27 марта 2017 года, Межпарламентская ассамблея СНГ) — за содействие в деятельности Межпарламентской Ассамблеи и её органов[4]
- Почётная грамота Совета МПА СНГ (24 ноября 2016 года, Межпарламентская ассамблея СНГ) — за активное участие в деятельности Межпарламентской Ассамблеи и её органов, вклад в укрепление дружбы между народами государств — участников Содружества Независимых Государств[5]